# Carex bracteosa
Espèce
Classification phylogénétique
Carex bracteosa est une espèce de plantes du genre Carex et de la famille des Cyperaceae.